# Resolució 289 del Consell de Seguretat de les Nacions Unides
La Resolució 289 del Consell de Seguretat de les Nacions Unides fou adoptada per unanimitat el 23 de novembre de 1970, després de diverses incursions prèvies en la República de Guinea per tropes portugueses, el Consell va exigir la retirada immediata de totes les forces armades externes, mercenaris i equip militar i va decidir que s'hi enviaria una missió especial, que es va formar després de consultes entre el President del Consell de Seguretat i el Secretari general.